# Wienerfilharmonikernas nyårskonsert 2001

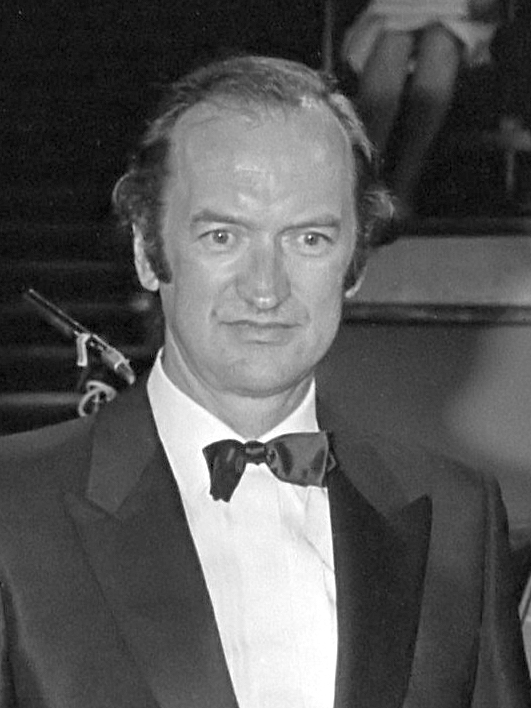
Nikolaus Harnoncourt, 1980

Wienerfilharmonikernas nyårskonsert 2001 räknas som den 61:a nyårskonserten från Wien och ägde rum den 1 januari 2001 i Wiens Musikverein. Dirigent var Nikolaus Harnoncourt. Årets jubilar var Joseph Lanner som skulle ha fyllt 200 år.

## Historia
Strikt räknat var det Wienerfilharmonikernas 56:e nyårskonsert, eftersom det inte var förrän 1946 som namnet introducerades. Dessutom var det den 62:a Årsskifteskonserten, då det vid årsskiftet 1939/40 gavs en Außerordentliches Konzert (extraordinär konsert) av Wienerfilharmonikerna, som dock ägde rum på nyårsafton 1939. Från 1941 dirigerades nyårskonserten av Clemens Krauss, med undantag för åren 1946 och 1947 då Krauss förbjöds att dirigera på grund av sin närhet till nazistregimen och ersattes av Strausspecialisten Josef Krips.
Efter Clemens Krauss död 1955 följde Willi Boskovsky, konsertmästare i Wienerfilharmonikerna, som dirigerade konserten 25 gånger i rad. Från 1980 till 1986 följde sju konserter med dirigenten Lorin Maazel, som tjänstgjorde som chef för Wiener Staatsoper från 1982 till 1984. Därefter beslutade Wienerfilharmonikerna att bjuda in en ny dirigent varje år.
Som har varit fallet varje år sedan 1980 var blomsterdekorationerna en gåva från den italienska staden San Remo.

## Dirigenten
Nikolaus Harnoncourt (1929–2016) gjorde sitt första framträdande med Wienerfilharmonikerna 1984, först vid Mozartveckan i Salzburg, senare även i Wien och vid gästspel i Europa, USA och Japan. Hans arbete var inriktat på historisk uppförandepraxis, medan Wienerfilharmonikerna på 1980-talet fortfarande övervägande följde Herbert von Karajans koncept om vackert ljud. Följaktligen intensifierades samarbetet efter Karajans död, då antipoderna Riccardo Muti och Nikolaus Harnoncourt kallades in. Wienerfilharmonikerna valde båda och gjorde gästspel på 250-årsdagen av Mozarts död med Muti i USA och med Harnoncourt i Japan. Flera uppmärksammade och framgångsrika inspelningar har släppts, såsom Mozarts violinkonserter med Gidon Kremer och Kim Kashkashian, Verdis Aida och CD-inspelningen av Franz Schmidts oratorium Das Buch mit sieben Siegeln med Wiener Singverein. 2003 dirigerade Harnoncourt nyårskonserten för andra gången, och 2005 valdes han till hedersmedlem i Wienerfilharmonikerna.
"2001 och 2003 dirigerade han Wienerfilharmonikernas nyårskonsert – och gav "Straussarna" tillbaka en tonal subtilitet som nästan hade gått förlorad under årtiondena. Aldrig hade man hört cymbalslagen i Radetzkymarschen så diskret."
- Die Presse: Harnoncourt: En exceptionell dirigentkarriär, 6 mars 2016

## Program

### 1:a delen
- Johann Strauss den äldre: Radetzkymarsch, op. 228 (Original)*
- Joseph Lanner: Die Schönbrunner, Vals, op. 200
- Joseph Lanner: Jägers Lust, Jagd-Galoppe, op. 82*
- Johann Strauss den yngre: Morgenblätter, Vals, op. 279
- Johann Strauss den yngre: Electro-magnetische-Polka, op. 110*
- Johann Strauss den yngre: Electrofor-Polka, Polka schnell. op. 297

### 2:a delen
- Johann Strauss den yngre: Ouvertyr till En natt i Venedig (Berlinversion)
- Josef Strauss: Harlekin-Polka, op. 48*
- Josef Strauss: Dorfschwalben aus Österreich, Vals, op. 164
- Joseph Lanner: Steyrische Tänze, Vals, op. 165
- Johann Strauss den yngre: Vergnügungszug, Polka schnell, op. 281
- Johann Strauss den yngre: Seid umschlungen Millionen, Vals, op. 443
- Johann Strauss den yngre: Der Kobold, Polka mazur, op. 226*
- Johann Strauss den yngre: Lucifer-Polka, Polka schnell. op. 266

### Extranummer
- Josef Strauss: Ohne Sorgen, Polka schnell, op. 271
- Johann Strauss den yngre: An der schönen blauen Donau, Vals, op. 314
- Johann Strauss den äldre: Radetzkymarsch, op. 228

Verkförteckningen och verkens ordning finns på Wienerfilharmonikernas webbplats.
Verk markerade med * spelades för första gången vid en nyårskonsert.

## Pausfilm
Den 1 januari 2001 visades balettfilmen Lanners Traumtänze av Jochen Ulrich om en romantisk tidsresa genom Wien. Enligt ORF var filmen baserad på berättelsen "Cardillac" av E. T. A. Hoffmann – även om Hoffmann inte skrev en sådan berättelse, heter den Das Fräulein von Scuderi och låg till grund för operan Cardillac.
Biedermeierperiodens Wien, berättelsens romantiska motiv och färgstarka kostymer spelade en ledande roll i Joseph Lanners vackraste musik: Sexton dansare från Wiener Staatsoper och tre gästdansare från före detta Köln Tanzforum dansade historien om juveleraren Cardillac och den drömlika effekt som hans dyrbara smycken har på respektive bärare. Filmen regisserades av Anton Reitzenstein och kostymerna designades av Bjanca Ursulov. Musikinspelningarna gjordes av Ensemble Wien, varigenom den musikaliska kvartettuppsättningen medvetet kontrasterades med Wienerfilharmonikernas stora orkesterljud i nyårskonserten.

### Balettfilm
Till Harlequin-Polka av Josef Strauss dansade 25 elever från balettskolan på Wiener Staatsoper på den stora trappan till Burgtheater. Polkan Der Kobold av Johann Strauss den yngre dansades av Manuel Legris (första solodansare vid Parisoperans balett) i lokalerna på den franska ambassaden i Wien. Renato Zanella, balettchef för Wiener Staatsoper, ansvarade för koreografierna och kostymerna gjordes av Jordi Roig och Annette Beaufays.
Till polkan Vergnügungszug visades TV-bilder av historiska ånglok och till valsen Die Schönbrunner bilder av slottet Schönbrunn. Under det traditionella extranumret, Donauvalsen, visades bilder av Donau av konstnären Georg Riha.

## Radio- och TV-sändningar
Enligt ORF, som producerade konserten tillsammans med tyska ZDF och japanska NHK, meddelades det i december 2000 att konserten skulle sändas på fyra kontinenter och att 38 länder hittills har bekräftat ett övertagande, varav 19 skulle direktsändas. I slutrapporten uppgav ORF att konserten kunde ses i 48 länder, inklusive Australien, Costa Rica, Uruguay, Singapore, USA och Japan.
Wienerfilharmonikernas nyårskonsert sändes också för första gången på Internet: Radio Österreich International (ROI) sände både på kortvåg och via Astra-satellit, men också som en ljuddirektsändning. 34 radiostationer sände konserten, inklusive 30 aktiva EBU-medlemmar från Europa. För första gången direktsändes nyårskonserten också till Kina – av Radio Guangdong från den sydkinesiska provinsen Guangzhou. BCC (Broadcasting Corporation of China), den största radiostationen i Taiwan, hade också sänt nyårskonserten på radion efter två års uppehåll. Cirka 300 stationer i USA, som levererades med en tidsfördröjning via den amerikanska sändaren WGBH-Boston, sände den.

## Weblänkar
- Program för nyårskonserten 2001 på wienerphilharmoniker.at
- Tradition und Geschichte des Neujahrskonzertes på wienerphilharmoniker.at